# Stångådalsbanans Vänner

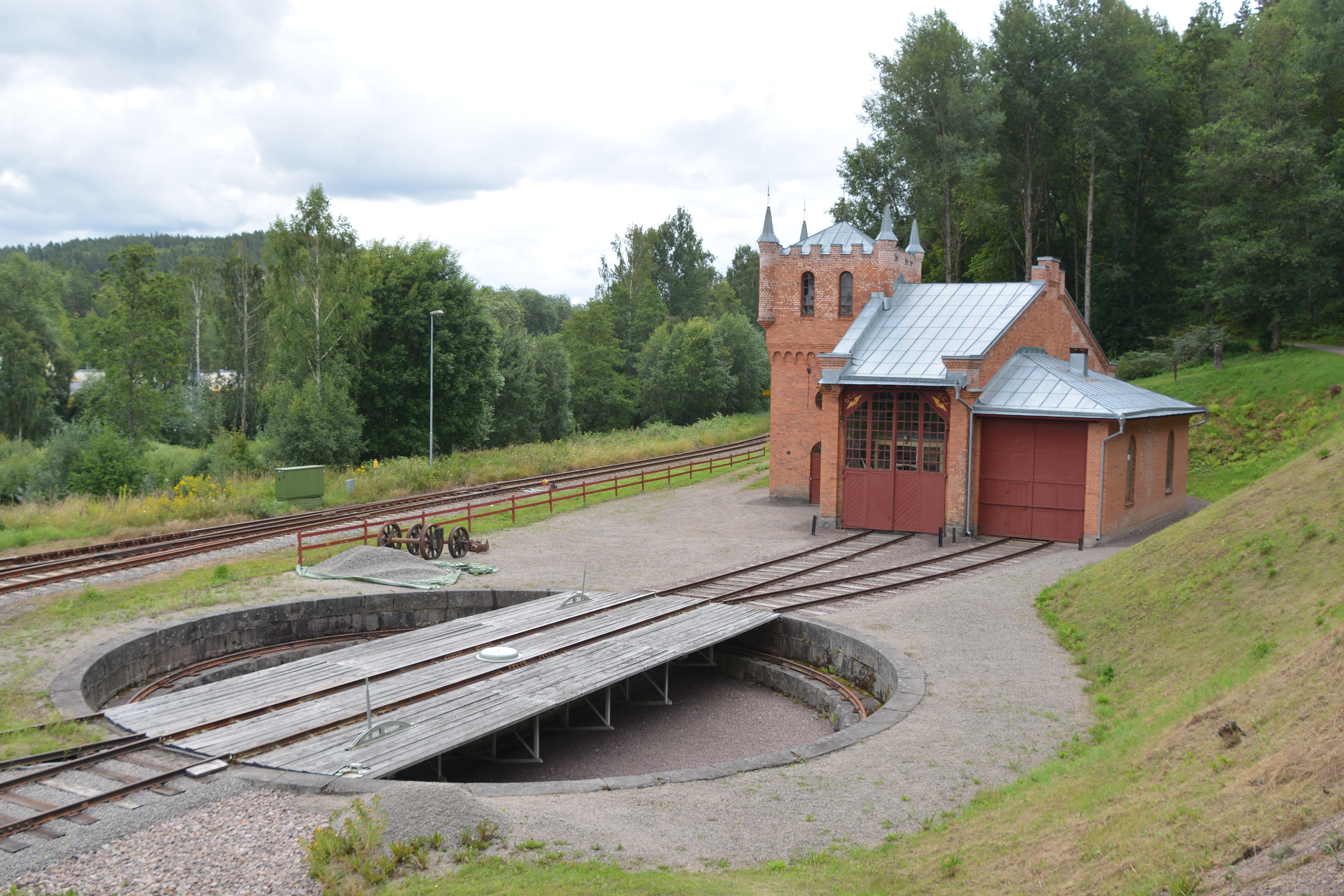
Lokstallet i Kisa

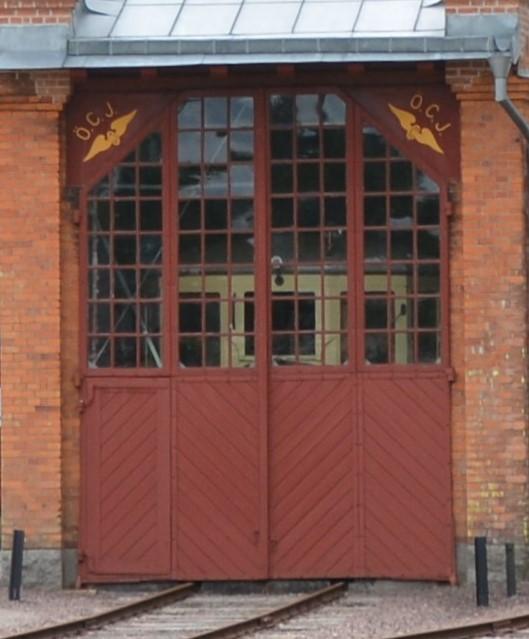
Bilvagn nr 25 i Lokstallet i Kisa

Stångådalsbanans Vänner är en ideell förening med säte i Kisa.
Stångådalsbanans Vänner bildades den 4 oktober 1991. En utlösande faktor till föreningens tillkomst var den överhängande risken att det charmiga och lite unika Lokstallet i Kisa från 1902 skulle rivas. Föreningen äger sedan 2005 Lokstallet i Kisa, som renoverats genom föreningens försorg och 2014 blev byggnadsminne.
Föreningen vurmar för hela den den forna Östra Centralbanan det vill säga linjen Linköping–Hultsfred och dess tidigare bibana Bjärka Säby–Åtvidaberg (idag en del av Tjustbanan) där linjen Linköping - Hultsfred utgör en del av Stångådalsbanan. Föreningen är angelägen om att vårda minnena från dessa järnvägars drygt 100-åriga historia och kulturhistoria kring järnvägen.
Föreningen driver också aktivt opinion för att utveckla Stångådalsbanan. Som medlem i föreningen år man ett månatligt medlemsblad via e-post som innehåller uppdateringar om det aktuell läget, både drifts- och trafikmässigt. Bevakning om vad som händer på det politiska och vad som beslutas och planeras för järnvägen ingår också i föreningens syfte.
Föreningen äger, bland annat, en bensinmotordriven "rälsbuss" som tillhört Östra Centralbanans Järnvägsaktiebolag, ÖCJ bilvagn nr 25, vars exteriör har renoverats och där föreningens medlemmar arbetar med att återställa den invändigt. 
Bilvagnen och två godsvagnar från banans begynnelse finns i lokstallet.